# مجلس رابها هاسونغ المستقل
مجلس رابها هاسونغ المستقل تشكل هذا المجلس من قبل حكومة آسام في عام 2005. وقد شكل المجلس من أجل التنمية الشاملة في مجال الهوية الاقتصادية والتعليمية والاجتماعية والثقافية والعرقية لشعب رابها المقيمين في منطقة المجلس.

## تاريخ المجلس
```
تم تشكيل مجلس رابها هاسونغ المستقل مع مقره في بلدة دودناي.
[
1
]
 يمتد اختصاص هذا المجلس حتى منطقة راني من منطقة كامروب ويحتضن تقريبا منطقة بأكملها من 
جولبارا
```

وقد تم إنشاء مجلس الحكم الذاتي لتلبية المطالب التي طال أمدها من سكان رابها في المنطقة.وقد أجريت الانتخابات الأولى في عام 2013 لتشكيل المجلس العام